# František Kardaus
František Kardaus (25. března 1908 Hořesedly – 20. února 1986 Praha) byl český průmyslový návrhář a grafik.

## Život
Otec Franz Kardaus pracoval na poště. Vychodil německou základní školu obecnou a měšťanskou v Kolešovicích. Poté studoval u malíře a grafika Aloise Mudruňky, profesora Uměleckoprůmyslové školy v Praze. V roce 1927 pracoval u firmy Eduard Böhm & Co. v Berlíně. Mezi lety 1928 a 1930 studoval grafiku a průmyslové výtvarnictví na Academie de la Grande Chaumiére v Paříži. Poté tam do roku 1934 pracoval u architekta Leona Boue. V roce 1934 se vrátil do Prahy a pracoval jako samostatný výtvarník. Získal I. cenu v soutěžích za plakáty: Pražské vzorkové veletrhy, Eucharistický sjezd v Praze, Pax Romana, Masarykova letecká liga. Spolupracoval s podniky Ringhoffer-Tatra, Škoda, Josef Walter a spol. a Československá zbrojovka. V roce 1941 Kardause odvedli do wehrmachtu Po válce, v roce 1947, byl grafikem a průmyslovým výtvarníkem družstevních reklamních ateliérů B a R (Josef Burjanek a Remo - Reklama a móda), pracoval pro podniky Tatra, Tesla a jiné. Dále spolupracoval na úpravě vozů Tatra 600, Tatra 87 Diplomat, Tatra 603, návrzích trolejbusů Tatra 400 a 401, ilustroval knihu k 50. výročí národního podniku Tatra a vstoupil do Svazu čs. výtvarných umělců. Spolupracoval na návrzích tramvají T1, T2, T3, K2, K5, KT4, T5, T6 a také je autorem designu rychlodrážní jednotky Tatra R1. Vytvářel řadu filmových plakátů. V letech 1957–1980 pracoval jako propagační grafik pro podniky zahraničního obchodu Motokov, Strojexport, Mototechna a pivovar Staropramen. V roce 1977 úspěšně žádal o přijetí do Českého fondu výtvarných umění (ČFVU).
František Kardaus zemřel 20. února 1986 a byl pohřben na hřbitově Malvazinky v Praze.

## Galerie

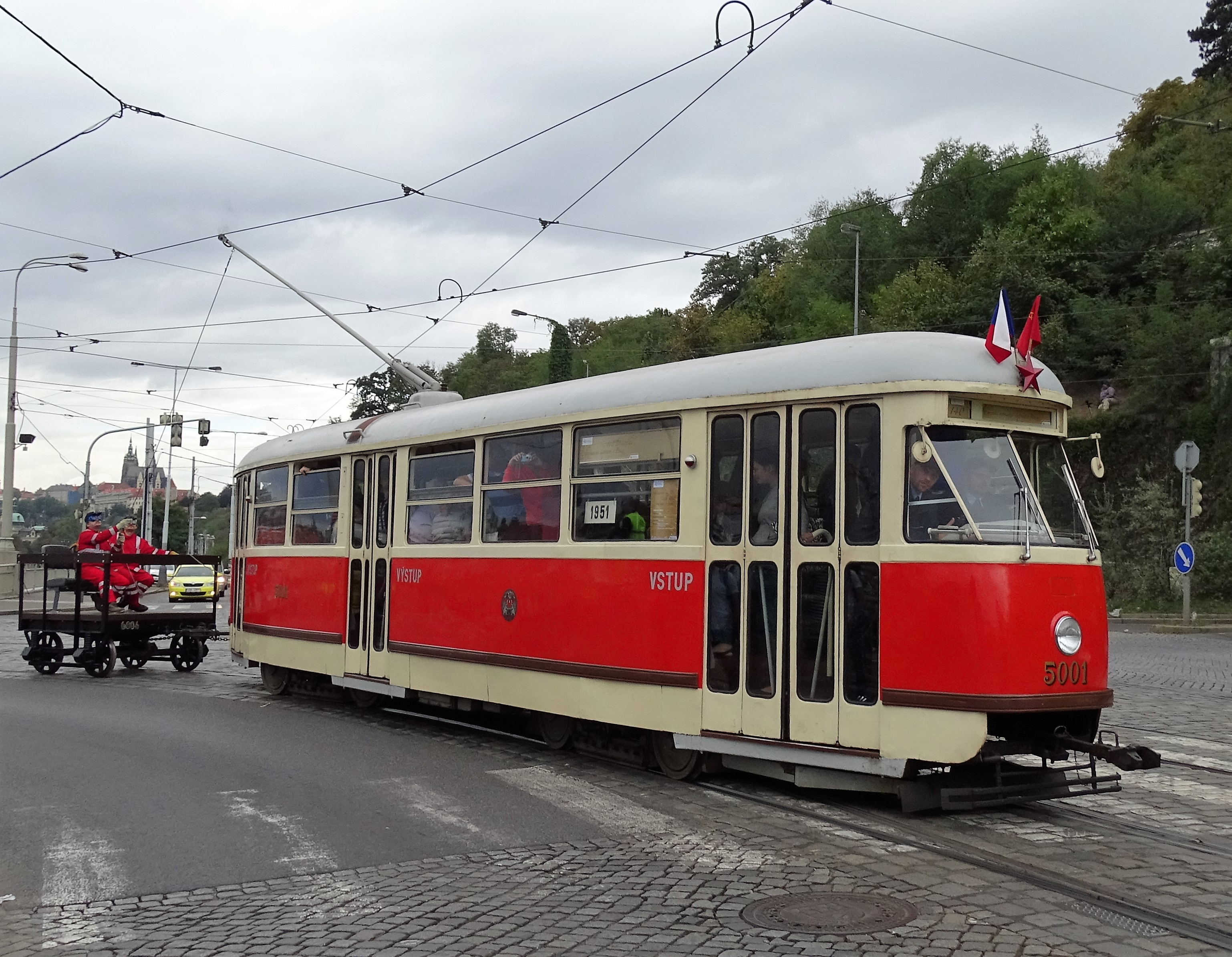
Tatra T1
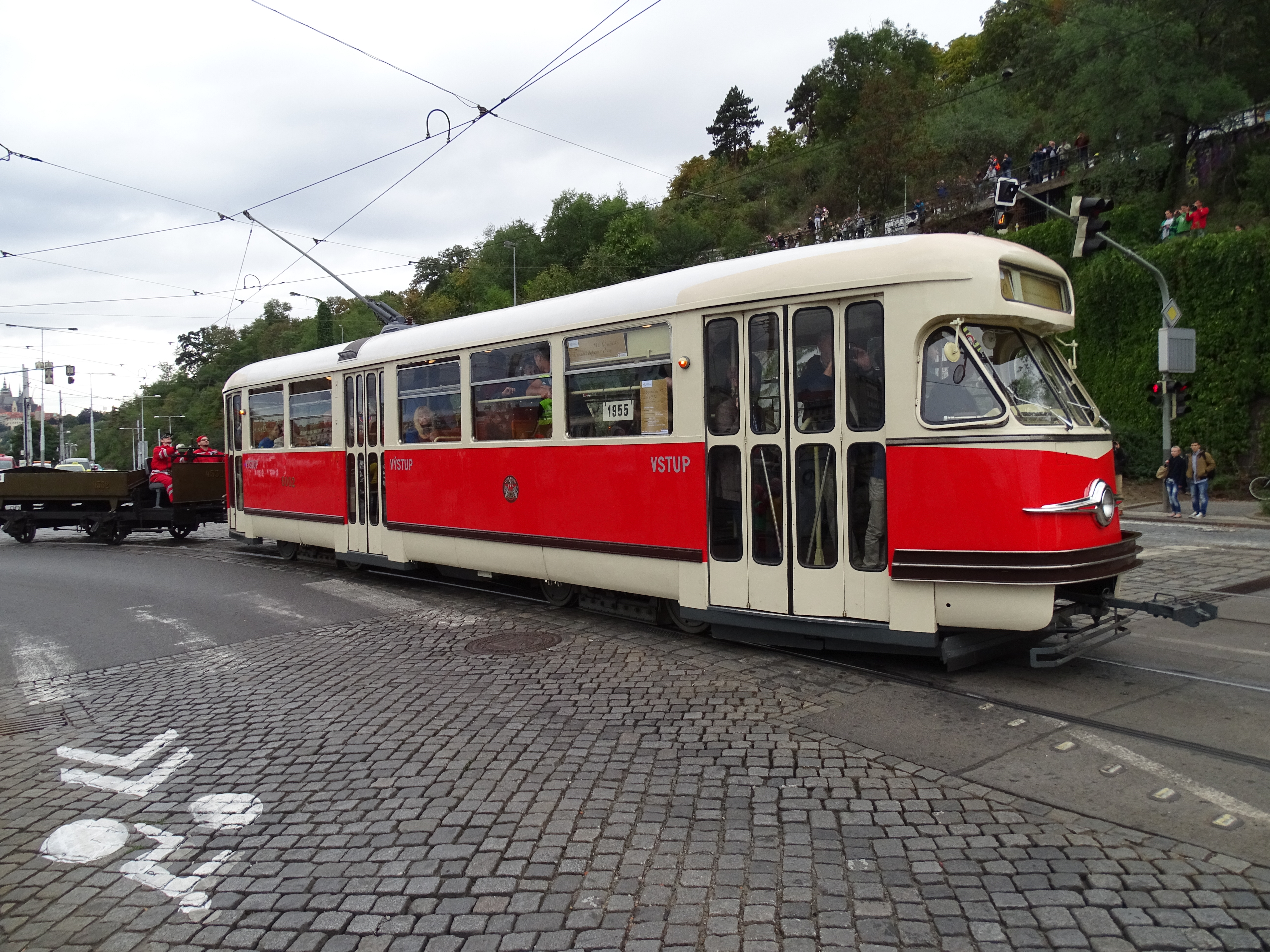
Tatra T2
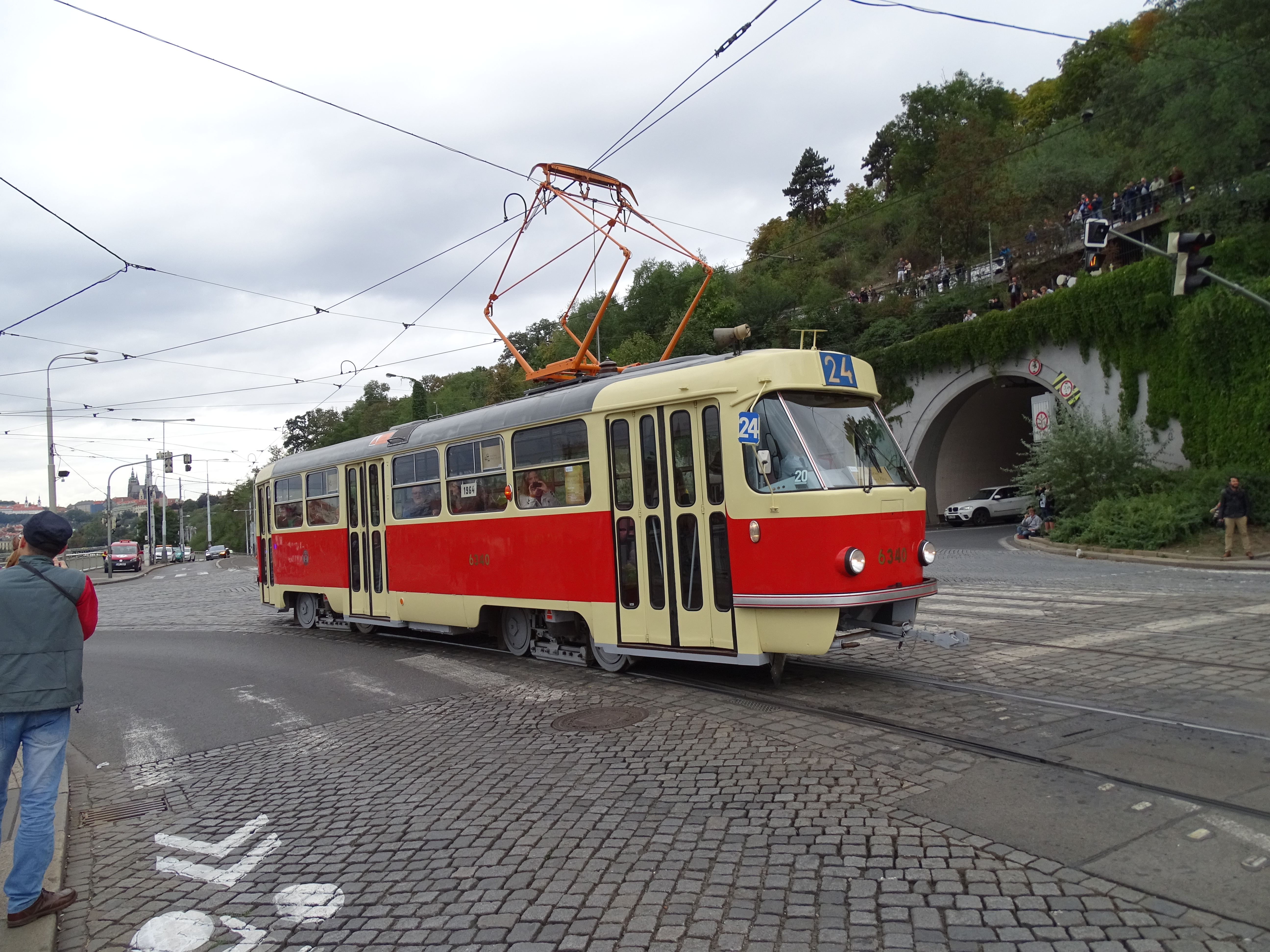
Tatra T3, jedno z designových děl Františka Kardause
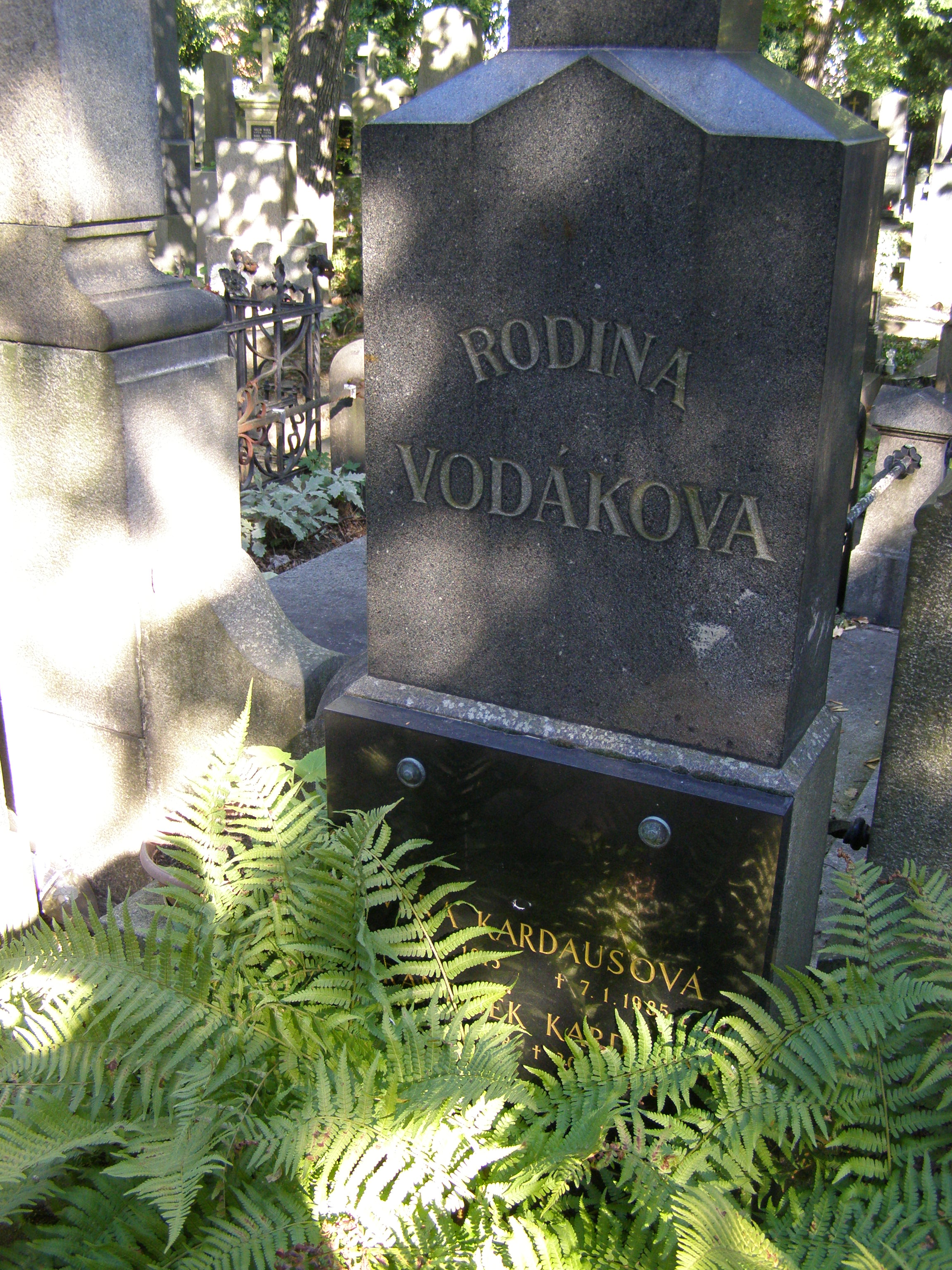
Hrob na hřbitově Malvazinky v Praze